# آدم بن الحسين النخاس
آدم بن الحسين النخاس. هو أحد رجال الشيعة ورواة الحديث عندهم، وقد ذكر محسن الأمين في الأعيان أن اسمه النخاس بالنون والخاء المعجمة والسين المهملة نقلاً عن الإيضاح، وأما في الخلاصة للحلي فقد ذكر لقبه النجاشي بدل النخاس، وقد احتمل الأمين كونه تصحيفاً، وعن زين الدين بن علي الجبعي العاملي أنه وجد في كتاب النجاشي بخط ابن طاووس اللقب مذكور هناك النجاشي.

## أقوال الرجاليين
- قال الحسن بن داود في رجاله: ”من أصحابنا من أثبته في كتاب له النجاشي وهو غلط“.
- قال ابن المطهر الحلي في الخلاصة: ”كوفي ثقة“.
- قال النجاشي: ”كوفي ثقة له أصل يرويه عنه إسماعيل بن مهران أخبرنا محمد بن علي القناني قال حدثنا إبراهيم بن سليمان قال حدثنا إسماعيل بن برهان قال حدثنا آدم بن الحسين النخاس بكتابه“.
- قال محمد بن الحسن الطوسي في رجاله: ”آدم بن الحسين النخاس الكوفي من أصحاب الصادق عليه السلام. له أصل يرويه عنه إسماعيل بن مهران أخبرنا محمد بن علي القناني..“ إلى آخر ما مر عن النجاشي إلى قوله بكتابه.

وفي رجال الطوسي أيضا في أصحاب الصادق: ”آدم أبو الحسين النخاس الكوفي“، وقد احتمل صاحب الأعيان كذلك أنه هو ابن الحسين المذكور وأنّه قد صحّف كلمة (ابن) بكلمة (أبو).

### كتب
- أعيان الشيعة. محسن الأمين، طبع بيروت - لبنان، تاريخ الطبع مفقود، منشورات دار التعارف.

### إشارات مرجعية
1. 1 2  
الأمين، محسن. أعيان الشيعة - ج2. ص. 85. مؤرشف من الأصل في 2019-12-07.